# Замок Тропштин
Замок Тропштин (пол. Zamek Tropsztyn) — реконструйований оборонний замок, зведений на крутому півострові, оточеному з трьох сторін водами річки Дунаєць. Історія замку тісно пов’язана із селом Троп'є, що розташоване на протилежному березі. 

## Назва
Давній Тропштин також називали "замком у Заврочу" або "у Витшищці", "Рожковем" та "Рогштайном". 

## Історія
Замок, ймовірно, було побудовано у першій половині XIII століття з ініціативи родини Осморогів. Перша згадка про нього датується 1231 роком. Перші муровані споруди тут були, ймовірно, побудовані у XIV столітті.  
У 1390 році було згадано лицаря Хебду з Тропштина, який одружився з Зохною Гералтівною гербу Осморог-Геральтів. У 1535 році Прокоп Хебда був змушений передати замок сандомирському каштеляну Пьотру Кміті (внаслідок королівського наказу — контрреформація). У 1541 році замок був власністю родини Робковських (споріднених по жіночій лінії з родиною Геральтів). У 1556 році він уже перебував у власності родини Габанських гербу Янина. У 1574 році, під час контрреформації, замок зруйнували власники Рожнова у зв’язку з нападами, які здійснювалися із замку. У 1581 році замок належав родині Личків, а у XVII столітті — Зборовських. Вже у 1608 році замок описували як руїну. У 1863 році сондецький історик Щесни Моравський провів перші археологічні розкопки на замку. 
У 1970 році власником руїн замку став Анджей Бенеш. Після 1993 року замок було відновлено та відкрито для відвідування туристами. У 1997—1998 роках було збудовано зовнішні мури та відновлено східну браму. У 1998—1999 роках було відновлено форму вторинної в'їзної брами з XVI століття. 

## Архітектура
У XIV столітті замок складався з кам’яного муру по периметру та дерев’яної забудови всередині. Брама розташовувалася з північного сходу. 
На межі XIV/XV століть з півдня було побудовано готичний будинок. Згодом з північно-західної сторони було споруджено п'ятиповерхову оборонну вежу. 
У XVI столітті з північної сторони було побудовано новий репрезентаційний житловий будинок. Тоді ж було збудовано нову браму із західної сторони. 

## Світлини

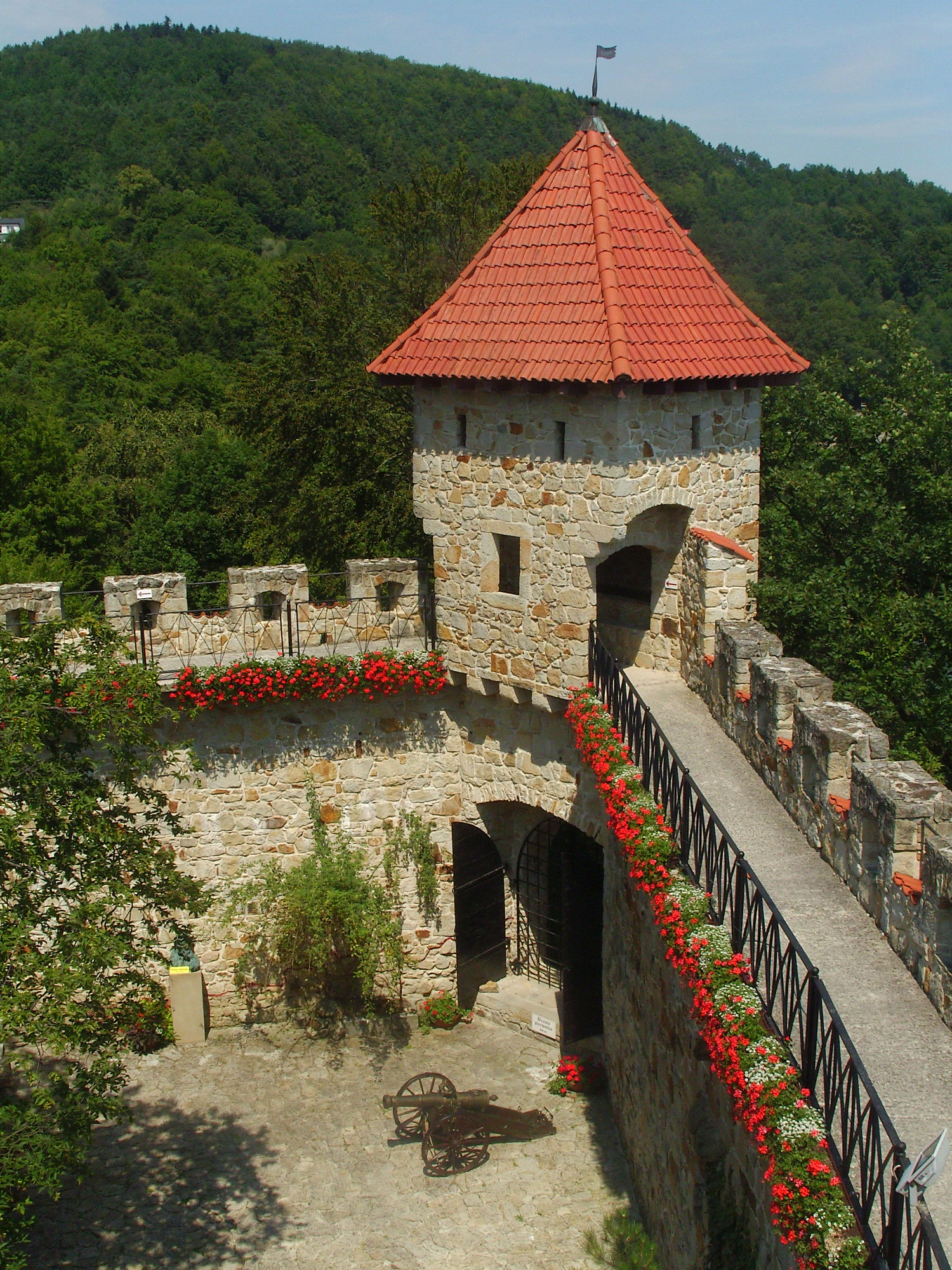
Вигляд на замкове подвір'я з вежі
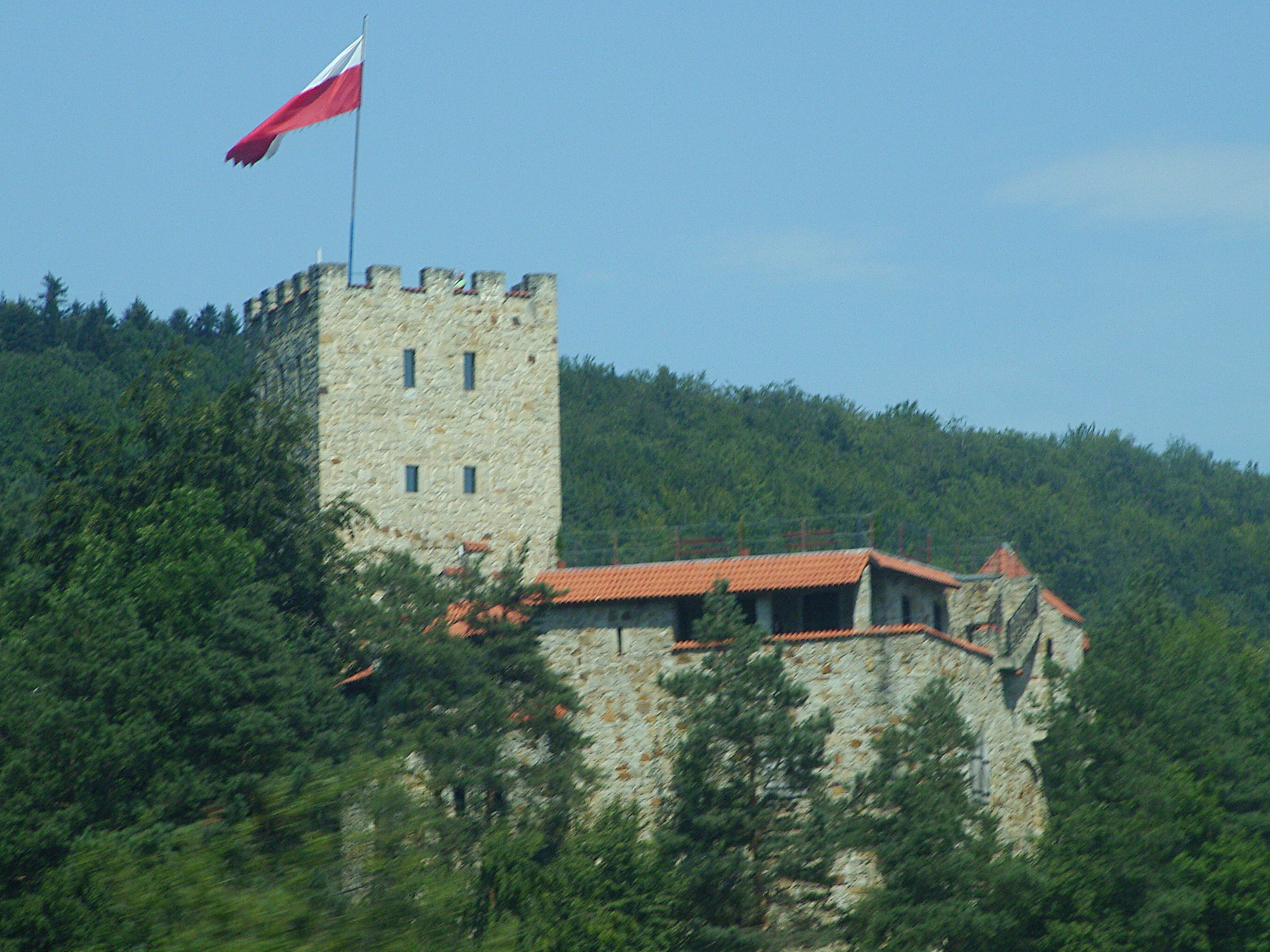
Вигляд замку
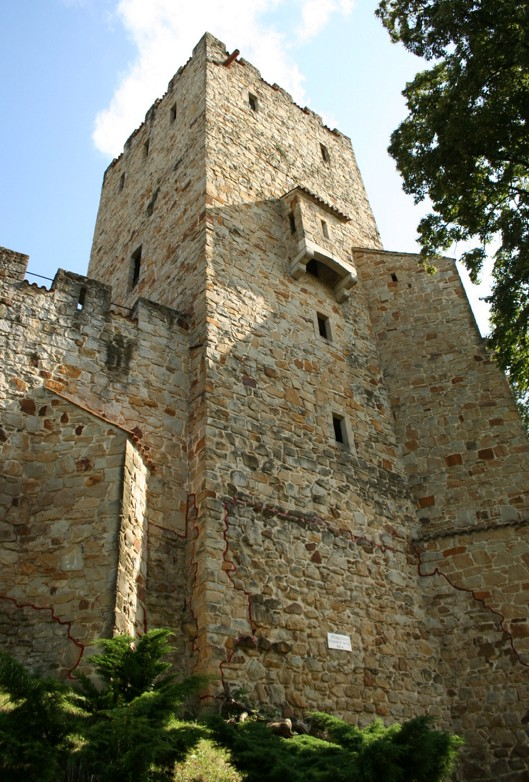
Вежа замку